# アニエール＝ジュヌヴィリエ＝レ・クルティーユ駅
アニエール＝ジュヌヴィリエ＝レ・クルティーユ駅 (アニエール＝ジュヌヴィリエ＝レ・クルティーユえき、仏：Asnières — Gennevilliers — Les Courtilles) は、フランス・パリ北西のアニエール＝シュル＝セーヌとジュヌヴィリエの境にあるメトロ13号線 (地下鉄) の駅。13号線の北西方面の分岐線の北端である。

## 概要
アニエール＝ジュヌヴィリエ＝レ・クルティーユ駅は、パリの地下鉄メトロ13号線の駅。パリ北西のアニエール＝シュル＝セーヌとジュヌヴィリエの境にあり、両自治体の境界線であるピエール・ド・クーベルタン大通り （Boulevard Pierre de Coubertin）にラ・ルドゥート大通り （Avenue de la Redoute）とリュシアン・ランテルニエ大通り （Avenue Lucien Lanternier）が交わる場所に位置している。
2008年6月14日、13号線の駅として開業した。13号線の北西方面の分岐線の北端であるが、さらに北のセーヌ川沿いにあるジュヌヴィリエ港への延伸が計画されている 。

## 歴史
- 2008年6月14日、メトロ13号線の駅として開業。

## 駅周辺
- レオ・ラグランジュ競技場 （Stade Léo Lagrange）

## 隣の駅
パリメトロ
■13号線
アニエール＝ジュヌヴィリエ＝レ・クルティーユ駅 - レザニェット駅 (Les Agnettes)